# 7-Methylguanin
7-Methylguanin ist eine heterocyclische organische Verbindung mit einem Puringrundgerüst. Es ist ein Derivat der Nukleinbase Guanin und kommt als Bestandteil des Nukleosids 7+-Methylguanosin (m7G) in der 5'-Cap-Struktur von eukaryotischer mRNA vor.